# (9311) 1987 UV1
1987 يو في 1 (ويعرف أيضًا باسم (9311) 1987 يو في 1 وفق تسمية الكوكب الصغير) (بالإنجليزية: 1987 UV1)‏ هو كويكب ضمن حزام الكويكبات؛ وترتيبه 9311 من حيث الاكتشاف.
اكتُشف هذا الجُرم الفلكي بواسطة هيروشي كانيدا في 25 أكتوبر 1987.

## وصلات خارجية
- (9311) 1987 UV1 في قاعدة بيانات مختبر الدفع النفاث لأجرام النظام الشمسي الصغيرة

- الاكتشاف · مخطط المدار ·  العناصر المدارية · المعلمات المادية

- (9311) 1987 UV1 على موقع ويكي سكاي: DSS2, SDSS, GALEX, IRAS, Hydrogen α, X-Ray, Astrophoto, Sky Map, Articles and images